# Liste der Baudenkmale in Reimershagen
In der Liste der Baudenkmale in Reimershagen sind alle denkmalgeschützten Bauten der Gemeinde Reimershagen (Mecklenburg-Vorpommern) und ihrer Ortsteile aufgelistet (Stand 10. Februar 2021).

## Baudenkmale nach Ortsteilen

### Reimershagen
| ID   | Lage       | Bezeichnung                       | Beschreibung | Bild |
| ---- | ---------- | --------------------------------- | ------------ | ---- |
| 2204 | Dorfstraße | Allee und Kopfsteinpflasterstraße |              |      |
| 2205 | Dorfstraße | Anger                             |              |      |

### Groß Tessin
| ID   | Lage                     | Bezeichnung      | Beschreibung | Bild |
| ---- | ------------------------ | ---------------- | ------------ | ---- |
| 1310 | Groß Tessin 6/6a (Karte) | Landarbeiterhaus |              |      |
| 1311 | Groß Tessin 17 (Karte)   | Wohnhaus         |              |      |
| 1312 | Groß Tessin 8 (Karte)    | Stall            |              |      |
| 1314 | Groß Tessin (Karte)      | Schmiede         |              |      |

### Kirch Kogel
| ID   | Lage                              | Bezeichnung | Beschreibung | Bild                                                         |
| ---- | --------------------------------- | --- | --- | ------------------------------------------------------------ |
| 1911 | Dorfstraße 3/4/8/9/10 (Karte)     | Gutsanlage mit Gutshaus, Scheune, Pferdestall und Schafstall                                                   | 1-gesch., 13-achs. Klinkerbau von 1840 mit 2-gesch. Mittelrisalit und Krüppelwalmdach; siehe dazu Gut und Gutshaus | Gutsanlage mit Gutshaus, Scheune, Pferdestall und Schafstall |
| 1912 | Dorfstraße 16 (Karte)             | Bauernhaus | |                                                              |
| 1913 | Dorfstraße 17/18 (Karte)          | Landarbeiterhaus mit Stall                                                                                     | |                                                              |
| 1914 | Dorfstraße 19 (Karte)             | Landarbeiterhaus mit Stall                                                                                     | |                                                              |
|      | Dorfstraße 20/21 (Karte)          | Landarbeiterhaus mit Stall                                                                                     | |                                                              |
| 1916 | Dorfstraße 23/23a/23b/23c (Karte) | Landarbeiterhaus mit Stall                                                                                     | |                                                              |
| 1917 | Dorfstraße 24/25 (Karte)          | Landarbeiterhaus                                                                                               | |                                                              |
| 1918 | Dorfstraße 11 (Karte)             | Friedhof mit Grabmäler: I. M. Zickermann, F. H. S. Zickermann, M. D. Utermark, L M. S. Utermark, J. F. Kiefoth | |                                                              |
| 1919 | Dorfstraße 11 (Karte)             | Kirche | Gotischer Back- und Feldsteinbau, quadr., eingezogener Chor (2. Hälfte 13. Jh.) mit 8-teil. Rippengewölbe, Lanzettfenster und Backsteingiebel mit Blendwerk; einschiffiges (14. Jh.), rck., 2-jochiges Langhaus mit einbezogenem, leicht vorspringendem Westturm mit Zeltdach; spätgotische Schnitzaltar (15. Jh.), Renaissance - Kanzel (1671), Lütkemüller - Orgel von 1872, Glocke von 1612 | Kirche                                                       |
| 1920 | Dorfstraße 27 (Karte)             | Pfarrhaus mit Wirtschaftsgebäude                                                                               | |                                                              |
| 1921 | Dorfstraße                        | Straße | |                                                              |

### Rum Kogel
| ID   | Lage                    | Bezeichnung        | Beschreibung | Bild |
| ---- | ----------------------- | ------------------ | ------------ | ---- |
| 2224 | Rum Kogel 13/14 (Karte) | Wohnhaus mit Stall |              |      |

### Suckwitz
| ID   | Lage                                        | Bezeichnung      | Beschreibung | Bild |
| ---- | ------------------------------------------- | ---------------- | ------------ | ---- |
| 2180 | Verbindungsweg Kleesten - Suckwitz          | Aufsiedlerhof II |              |      |
| 1922 | Straße von Reimershagen nach Lohmen (Karte) | Leichenhalle     |              |      |

## Quelle
Denkmalliste des Landkreises Rostock A ‐ Z (Stand: 10. Februar 2021; PDF, 497 KB)
- Karte mit allen Koordinaten:
- OSM |
- WikiMap